# Microsoft Personal Web Server
Microsoft Personal Web Server（PWS，个人Web服务器）是一个微软为Windows操作系统提供的个人Web服务器软件。PWS只被Microsoft在Windows 95、Windows 98、Windows 98 SE以及Windows NT 4.0中提供。它比Internet Information Services（IIS）的功能特性要少。
在Windows 2000之前，PWS是免费下载的，后来被一个Windows组件IIS所取代。Windows 98当中所包含的PWS4.0是它的最后一个版本，它也是Windows NT 4.0的可选安装包的一部分。注意，没有任何版本的PWS或IIS在Windows Me和Windows XP Home Edition中被支持，尽管IIS包含在任何其他Windows XP版本，而且PWS经验证可以被安装在Windows Me。
从开发者的角度看，PWS对于那些开发中的网页应用程式在部署到测试或生产Web服务器前，在本地是有用的。然而随着Visual Studio 2005的发行，IDE包含了内置的，轻量级的以开发为目的的web服务器。
PWS支持FTP、SMTP以及HTTP协议。在部署之前，程序员可以在实际文件系统中建立虚拟的目录并设为根目录。可以支持通常的网络语言，如VBScript、JScript和Perl等。它也支持基本的CGI公约以及ASP的一个子集。.利用这个安装，还可以测试数据库连接至一个网络应用服务器的数据库服务器。
在Windows 2000（Windows NT 5.0）普及后，PWS被IIS取代。
微软还于1996年11月出品了一个基于其收购的ResNova软件的Macintosh的PWS版本。